# Heilig Hartbeeld (Vlijmen)
Het Heilig Hartbeeld is een standbeeld in de Nederlandse plaats Vlijmen, in de provincie Noord-Brabant.

## Achtergrond
Dit Heilig Hartbeeld werd gemaakt in het atelier van Michiel van Bokhoven en Henri Jonkers in 's-Hertogenbosch. Het werd in mei 1922 door de parochianen aangeboden aan pastoor A. v.d. Pas, ter gelegenheid van diens gouden priesterjubileum. Het beeld is geplaatst bij de Sint-Jan Geboortekerk.

## Beschrijving
Het beeld is een kunststenen Christusfiguur, in een gedrapeerd gewaad, met gespreide armen. Op zijn borst is het vlammende Heilig Hart zichtbaar. Het beeld is geplaatst op een sokkel, waarop aan de voorkant staat: 

UW RIJK KOME

## Waardering
Het beeldhouwwerk werd in 2001 als rijksmonument ingeschreven in het monumentenregister, "als uitdrukking van een geestelijke ontwikkeling. Het heeft kunsthistorische waarde wegens vormgeving, detaillering en materiaalgebruik."